# Austrochaetilia capeli
Austrochaetilia capeli là một loài chân đều trong họ Chaetiliidae. Loài này được Poore miêu tả khoa học năm 1978.